# Maud de Badlesmere
Maud de Badlesmere, condesa de Oxford (1310 – mayo de 1366), fue una noble inglesa. Estaba casada con John de Vere, VII conde de Oxford. Era coherdera de su hermano Giles de Badlesmere, II barón Badlesmere, junto con sus hermanas.
A los once años, fue encarcelada en la Torre de Londres junto a su madre, Margaret de Clare, baronesa Badlesmere, y sus cuatro hermanos. La baronesa había ordenado un asalto contra Isabel de Francia, consorte del rey Eduardo II de Inglaterra, tras negarle la entrada al castillo de Leeds.

## Familia
Maud nació en el Castillo de Badlesmere, Kent, en 1310. Fue la segunda hija de Bartholomew de Badlesmere y Margaret de Clare, barones Baddlesmere. Tenía tres hermanas, Margery, Elizabeth y Margaret, y un hermano, Giles.
Sus abuelos paternos eran Guncelin de Badlesmere y Joan FitzBernard, y sus abuelos maternos eran Thomas de Clare y Juliana Fitzgerald, señores de Thomond.
El 14 de abril de 1322, el padre de Maud fue ahorcado, arrastrado y descuartizado por participar en la rebelión del conde de Lancaster. La baronesa Baddlesmere y sus hijos estaban presos desde octubre del mes anterior, cuando se negó a la reina Isabel la entrada en el Castillo de Leeds, dónde el barón ostentaba el cargo de gobernador. La madre de Maud fue liberada el 3 de noviembre de 1322. No se tiene constancia de si sus hijos fueron liberados entonces o en otro momento. a pesar de que no es sabido cuándo Maud y su siblings estuvo liberado. En 1328, su hermano Giles consiguió la rehabilitación de la Baronía Badlesmere. Al morir sin descendencia, las hermanas del segundo barón fueron sus herederas.

## Matrimonios y descendencia
En junio de 1316, Maud se casó con, Robert FitzPayn, hijo de Robert FitzPayn. En el libro Lords and lordship in the British Isles in the late Middle Ages, el historiador  R. R. Davies afirma que Lord Badlesmere quiso asegurar el futuro de su hija dotándola de una asignación de 200 marcos anuales. Por su parte, el padre del novio concedió a Maud tres mansiones y sus rentas.  El matrimonio no tuvo descendencia.
En algún momento anterior a marzo de 1335, Maud contrajo segundas nupcias con John de Vere, VII conde de Oxford. Su nuevo esposo llegó a ser un reconocido militar al servicio de Eduardo III, participando en las batallas de Crécy y Poitiers. El matrimonio tuvo siete hijos:
- John de Vere (diciembre de  1335- antes del 23 de junio de 1350), casado con Elizabeth de Courtney.
- Thomas de Vere, VIII conde de Oxford (1336- 18 de septiembre de 1371), casado con Maud de Ufford, con quien tuvo a Robert de Vere, IX conde de Oxford.
- Aubrey de Vere, X conde de Oxford (1338- 15 de febrero de 1400), casado con Alice FitzWalter, con quien tuvo a Richard de Vere, XI conde de Oxford.
- Robert de Vere (m. 1360)
- Elizabeth de Vere (m.  23 de septiembre de 1375), casada en 1341 con Sir Hugh de Courtney, con quien tuvo a su único hijo, Hugh. Volvió a casarse con John Mowbray, III señor de Mowbray. El 18 de enero de 1369, fue desposada por Sir William Costyn.
- Margaret de Vere (m. 15 de junio de 1398), casada con Henry de Beaumont, III barón Beaumont (4 de abril de 1340 – 17 de junio de 1369), hijo de John de Beaumont, II barón Beaumont, y Leonor de Lancaster. Volvió a casarse con Sir Nocholas de Loveyne y, en algún momento posterior a 1375, con Sir John Devereux, I barón Devereux.
- Maud de Vere.

En junio de 1338, Giles Badlesmere murió. Su patrimonio fue repartido entre sus hermanos, yendo una parte considerable a manos de los condes de Oxford.
En mayo de 1366, Maud murió en Hall Place, la mansión familiar de Earls Colne, Essex. Tenía cincuenta y seis años. Diferentes fuentes relativas a sus bienes concretan su muerte en los días 19, 23 o 24. Fue enterrada en el Priorato de Colne.